# تئاتر در اوکراین

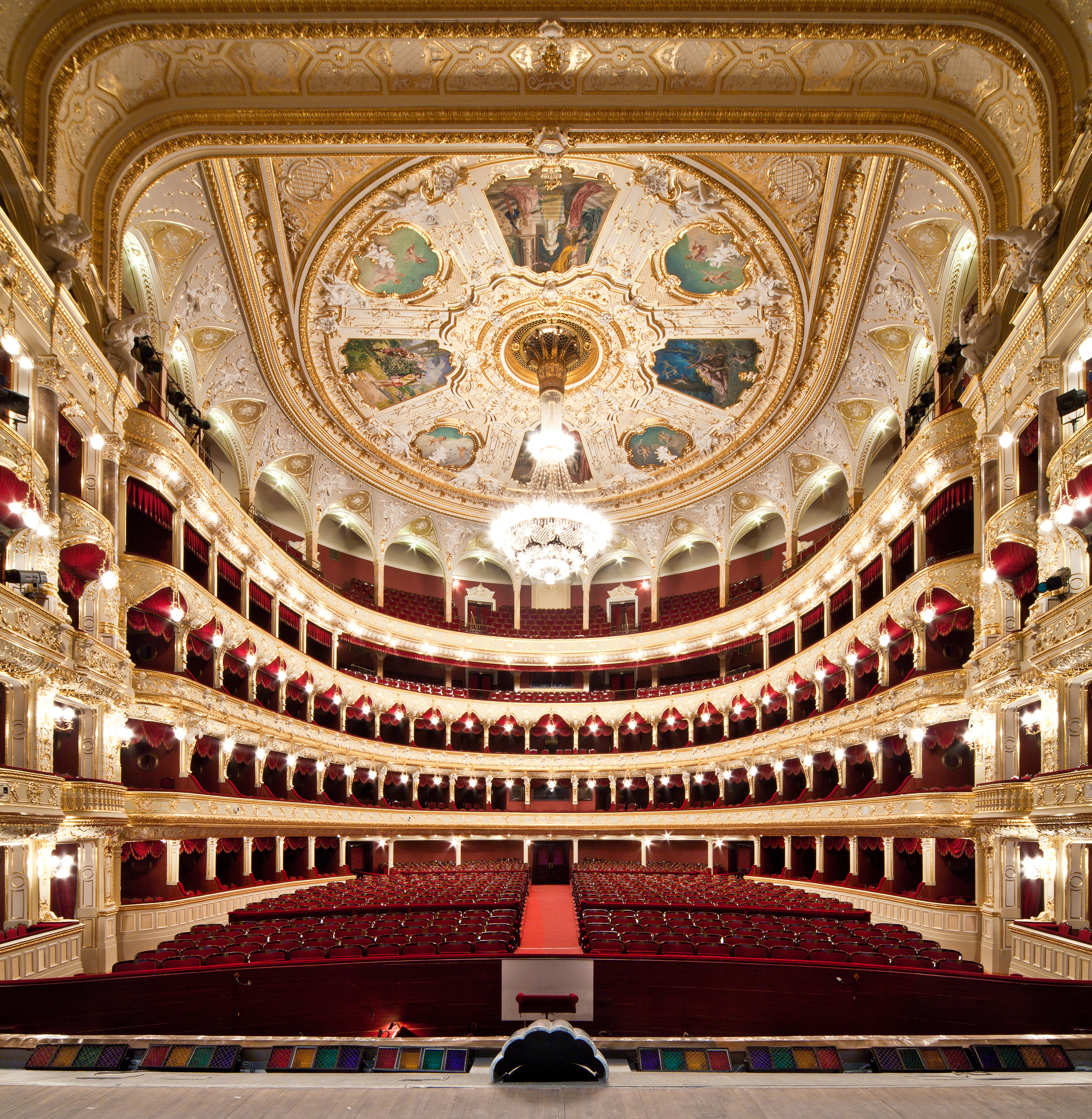
تئاتر اپرا و باله اودسا

تئاتر در اوکراین یکی از اشکال هنرهای زیبا است که به عنوان راهی برای بیان فرهنگی و شناسایی سطح توسعه فرهنگی در اوکراین نیز استفاده می‌شود. همان‌طور که نوعی بیان هنری از زندگی به کمک نمایش صحنه ای یک بازیگر در مقابل تماشاگران است.
تئاتر اوکراین به عنوان یک نوع تئاتر ملی بر اساس فرهنگ بومی آداب و رسوم ، سنت‌ها، زبان اوکراین است. اولین ردپای تئاتر اوکراین را می‌توان در اوایل قرن نوزدهم شناسایی کرد.

## پیشینه تاریخی

### سال‌های اول
اولین اقدامات نمایشی را می‌توان در قرن یازدهم دید که در سرزمین اوکراین سرگرمی‌هایی را اجرا می‌کنند که در تاریخ به آنها اسکوموروخی معروف است. همچنین اعمال نمایشی مذهبی بر اساس سنت‌های کلیسای محلی وجود داشت. در قرن 16-17th نمایش‌های مذهبی در مدارس و دانشگاه‌های کیف، لووو، استروح اجرا می‌شد. در قرن 17-18th جشن‌های بسیار محبوب vertep برگزار شد.
اولین تئاتر ثابت در اوکراین (در خارکف ۱۷۸۹) در سال ۱۷۹۵ در لوویو که در آن زمان بخشی از امپراتوری اتریش بود افتتاح شد. این تئاتر در مجتمع کلیسای یسوعی سابق، کوسیل در سنت مسیح و فرانسیسکن‌ها (۱۴۶۰–۱۸۴۸) واقع شده بود. تئاترهای ثابت در سایر نقاط اوکراین افتتاح نشدند، در حالی که گروه‌های نمایشی از قبل وجود داشتند و «در جاده» اجرا می‌شدند. با این حال، در اوایل سده نوزدهم تئاتر در کیف (۱۸۰۶)، اودسا (۱۸۰۹)، پولتاوا (۱۸۰۸) به نمایش درآمد.
بنیانگذار درام کلاسیک اوکراین ایوان کوتلیاروسکی شد که ریاست تئاتر پولتاوا را بر عهده داشت، در حالی که هریوری کویتکا-اوسنویاننکو بنیانگذار نثر هنری در ادبیات مدرن اوکراین شد. بورلسک و رسایی گره خورده با جذابیت و شوخ‌طبعی مشخصه آثار این دو است.

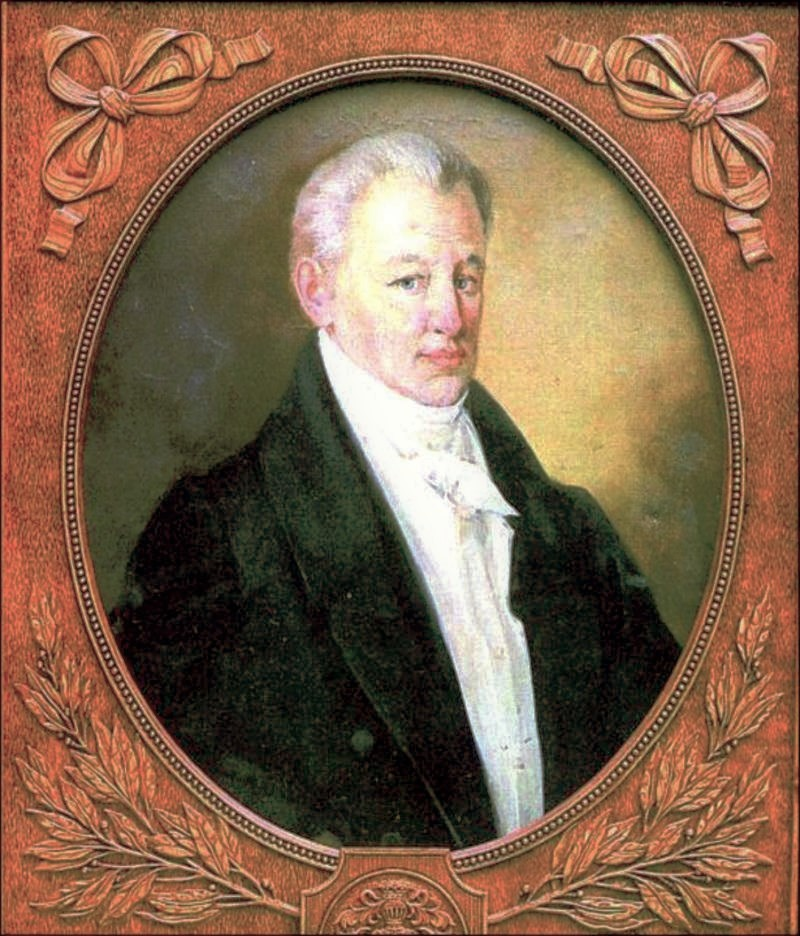
ایوان کوتلیارفسکی، یکی از بنیانگذاران ادبیات و تئاتر اوکراین.

### دوره مدرن
در نیمه دوم قرن نوزدهم در اوکراین تئاتر آماتور محبوب شد. توسعه سریع تئاتر متعلق به خانواده مشهور توبیلوچی است که اعضای آن اغلب با نام‌های ایوان کارپنکو-کاری، میکولا سادوفسکی و پاناس ساکاساهانسکی اجرا می‌شوند. هر کدام از آنها نه تنها گروه نمایش خود را ایجاد کردند، بلکه بازیگر و کارگردان مشهوری نیز بودند. ستاره برجسته تئاتر اوکراین در آن زمان ماریا زانکووتسکا بود. اولین تئاتر حرفه ای اوکراین (۱۸۶۴–۱۹۲۴) تئاتر Ruska Besida در لوویو بود.
کتابخانه تئاتر ، موزه و اولین مجله شروع خود را از انجمن هنری "Berezil" آغاز کردند. هنرمندان معاصر تا امروز به جستجوی تجربی Les Kurbas که در دوره استالین سرکوب شده بود ، روی می آورند. در زمان کنونی در کیف ، جشنواره بین‌المللی تئاتر "Artistic Berezillya" برای بزرگداشت لس کورباس برگزار می شود.

## انواع
در اوکراین دو گروه بزرگ تئاتر وجود دارد: تئاترهای موسیقی-درام و تئاترهای اپرا و باله. در کنار آن تئاترهای اپرتا، تئاترهای عروسکی و سایر تئاترها نیز وجود دارد. حدود ده سالن تئاتر ملی شناخته شده در این کشور وجود دارد.

### Theaters' website from Ukraine
- Ukrainian theatrical world بایگانی‌شده  در ۲۵ نوامبر ۲۰۱۲ توسط Wayback Machine
- teatre.com.ua
- teatral.org.ua
- Magazine "Cinema-Theater» بایگانی‌شده  در ۲۹ دسامبر ۲۰۱۲ توسط Wayback Machine